# Günter Wächtershäuser
Günter Wächtershäuser (Gießen, 1938) é um químico e advogado de patentes, conhecido por suas contribuições ao estudo da origem da vida e em particular com a proposição de uma origem ligada à atividade geoquímica das fontes hidrotermais do solo marítimo e à possibilidade de um metabolismo primitivo bidimensional surgido nas superfícies de pirita (FeS2).

## Biografia
Foi aluno de Física do professor Hans Kuhn. Em 1970 assumiu seu posto como advogado de patentes em Munique. Por volta de 1972-1973, após a leitura de um artigo de seu antigo professor de física sobre a adsorção do ácido ribonucleico (ARN) em rochas porosas começou a interessar-se pelo tema. Na mesma época se interessou também pelas teorias epistemológicas de Karl Popper. Após contactar-se com ele em 1982, tornou-se seu principal inspirador e mentor. Em 1983, incentivado por William Warren Bartley e pelo psicólogo Donald T. Campbell escreveu um manuscrito que foi publicado em 1987 na revista Evolutionary Epistemology com o título "A luz e a vida: sobre as origens nutricionais da percepção sensorial". Neste manuscrito estabeleceu sua teoria, fortemente influenciada pela filosofia de Karl Popper, chamada de "retrodicção bioquímica". Posteriormente conheceu Carl Woese, a quem fez ver as inconsistências do conceito de "sopa primitiva".
Em 1990, num artigo do PNAS, apresentado por Popper, publicou a teoria dos primeiros ciclos autocatalíticos e autotróficos.
Em 1997 em colaboração com Claudia Huber no departamento de química orgânica e bioquímica da Universidade Técnica de Munique realizou uma série de experimentos, cujos resultados foram publicados na revista Science, onde demonstrou a geração de peptídeos a partir de aminoácidos em condições de laboratório similares às das fontes hidrotermais submarinas, utilizando sulfetos de ferro e níquel com traços de selênio como catalisador, sugerindo uma origem termófila para a vida. Este trabalho marcou o início da teoria do mundo de Ferro-Enxofre.

## Primazia do metabolismo
Uma das ideias defendidas por Wächtershäuser é a de que uma forma primitiva de metabolismo precedeu à genética. O metabolismo é aqui compreendido como um ciclo de reações químicas produtoras de energia capaz de ser utilizada para outros processos. Isto significa que uma vez que um ciclo metabólico primitivo se estabeleceu, começou também a produzir compostos cada vez mais complexos. A denominação teoria do mundo Ferro-Enxofre tornou-se usual por analogia com a hipótese do mundo de ARN.

## Prêmios
Em 1993 Wächtershäuser recebeu o prêmio anual da Academia de Ciências da Baviera e no ano seguinte foi designado professor honorário na Universidade de Ratisbona.

## Citações
- “De acordo com minha teoria, pode-se imaginar que a vida se forma continuamente, mesmo hoje em dia.”